# Witte neushoorn

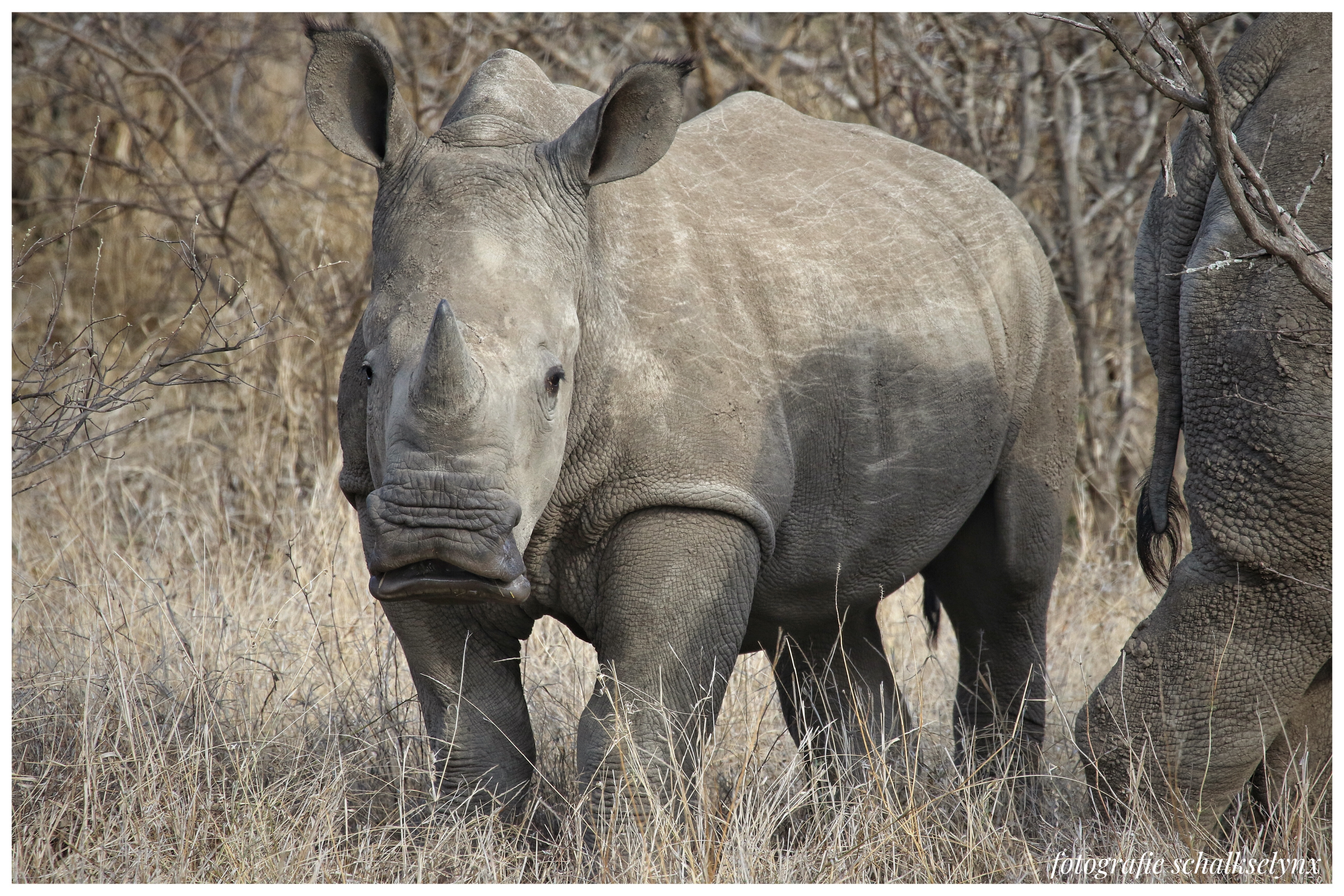
Jonge zuidelijke witte neushoorn

De witte neushoorn (Ceratotherium simum), ook wel breedlipneushoorn genoemd, is de grootste soort van de vijf levende neushoornsoorten en op de olifanten na, het grootste hedendaagse landdier.

## Beschrijving
De witte neushoorn is een groot en vooral erg stevig gebouwd dier met een dikke, bleekgrijze huid en een kort staartje met stijve haren aan het uiteinde. Hij is niet lichter van kleur dan de zwarte neushoorn. De witte neushoorn dankt zijn naam aan een verkeerde vertaling door de Engelsen van het Afrikaanse wyd, dat "wijd, breed" betekent en niet "wit". In het Afrikaans is de foute vertaling trouwens ook weer overgenomen: men noemt de neushoorn daar renoster en de witte neushoorn witrenoster. Wijd slaat op de lippen, die bij de witte neushoorn inderdaad breed zijn, terwijl de lippen van de zwarte neushoorn eerder puntig zijn. Deze lippen gebruikt de witte neushoorn om te grazen, terwijl de puntige lip van de zwarte neushoorn hem beter in staat stelt om bladeren en twijgen te plukken.
De witte neushoorn heeft een lange, rechthoekige kop, waarbij vooral het voorhoofd lang is. De oren zijn groot, ovaal en hoog op de kop geplaatst, de ogen zijn klein, laag op de kop en zijwaarts gericht. Het zichtvermogen is vrij slecht ontwikkeld, de reuk en het gehoor veel beter. De witte neushoorn heeft twee hoorns op zijn neus, gemaakt van keratine. De voorste hoorn is het grootst, gemiddeld zestig centimeter lang. De achterste hoorn is kleiner en dikker.
De witte neushoorn wordt groter dan de zwarte neushoorn. Hij wordt 3,7 tot 4 meter lang. De staart wordt 80 tot 100 centimeter lang en de schofthoogte is 170 tot 185 centimeter. Mannetjes zijn een stuk groter en zwaarder dan de vrouwtjes. Worden vrouwtjes zo'n 1400 tot 2000 kilogram zwaar, mannetjes kunnen 2000 tot 3600 kilogram wegen.

## Ondersoorten
Er zijn twee ondersoorten van de witte neushoorn. De noordelijke witte neushoorn (Ceratotherium simum cottoni), die in het noordoosten van de Democratische Republiek Congo bij de Kongostroom leefde. De zuidelijke witte neushoorn (Ceratotherium simum simum) leeft in Zuid-Afrika, Botswana, Mozambique, Namibië, Swaziland, Zimbabwe, Zambia en Kenia.

## Leefwijze
Vrouwtjes leven samen met hun jongen in een woongebied van 4 tot 12 km² groot. Deze gebieden overlappen met die van andere neushoorns. Witte neushoornvrouwtjes zijn (in tegenstelling tot zwarte neushoorns) zeer tolerant tegenover soortgenoten. Vaak zijn meerdere neushoorns bij elkaar te vinden.
Mannetjes zijn territoriaal. Ze markeren hun territorium door middel van mesthopen, urine, en door hun lichaam en hoorns tegen grote rotsen en bomen te wrijven. Ook bewaken de mannelijke neushoorns het territorium door de grenzen continu te verkennen.
De witte neushoorn is zowel overdag als 's nachts actief. In het droge seizoen houdt de witte neushoorn overdag een middagslaapje. Ze zoeken dan schaduwrijke plekken op, en rusten totdat de temperatuur gedaald is. Buiten het droogteseizoen wisselt hij ook rustpauzes af met momenten om te grazen, maar hij doet dit niet op vaste tijden.
De witte neushoorn is een echte grazer. Hij heeft een voorkeur voor kortere grassen als Cynodon en Digitaria, die hij met de brede lippen afgraast. Hij kan vier tot vijf dagen zonder water, maar zal meerdere malen per dag drinken als er een waterloop nabij is.

## Voortplanting
Na een draagtijd van 16 maanden wordt één jong geboren. Het jong heeft nog geen hoorn. Na twee maanden eet het jong al vast voedsel. Na twee tot drie jaar zijn de neushoorns oud genoeg om op zichzelf te staan en worden ze weggejaagd door hun moeder. Meestal planten vrouwtjes zich voor het eerst voort als ze vijf jaar oud zijn. Het eerste kalf wordt dus geboren als de vrouw 6½ jaar oud is.

## Verspreiding en leefgebied
De witte neushoorn komt vooral voor op met kort gras begroeide savannes. In gebieden met hoog gras blijft de soort niet lang, en trekt meestal weg naar gebieden met korter gras. Waar de aantallen groot zijn, houden de neushoorns zelf de grassen kort. Tussen grazige gebieden en waterplassen kunnen paden ontstaan, doordat neushoorns steeds dezelfde route kiezen. Ook seizoensbranden, die op sommige savannes tijdens het droge seizoen kunnen toeslaan, branden hogere grassen weg, waardoor kortere grassen weer opkomen.
Vroeger kwam de soort in een groter verspreidingsgebied voor dan tegenwoordig. De noordelijke witte neushoorn leefde in Noordwest-Oeganda, Zuid-Tsjaad, Zuidwest-Soedan, het oosten van de Centraal-Afrikaanse Republiek en het noordoosten van de Democratische Republiek Congo. De zuidelijke witte neushoorn kwam voor in een aaneengesloten gebied van Zuid-Afrika, Botswana, Namibië, Swaziland en Zimbabwe. Fossielen en rotstekeningen van de witte neushoorn zijn bekend van Oost- en Noord-Afrika, wat er waarschijnlijk op duidt dat deze soort in prehistorische tijden in alle vochtige graslanden in Afrika voorkwam (waaronder dus ook de Sahara, toen deze nog geen woestijn was).

## Status

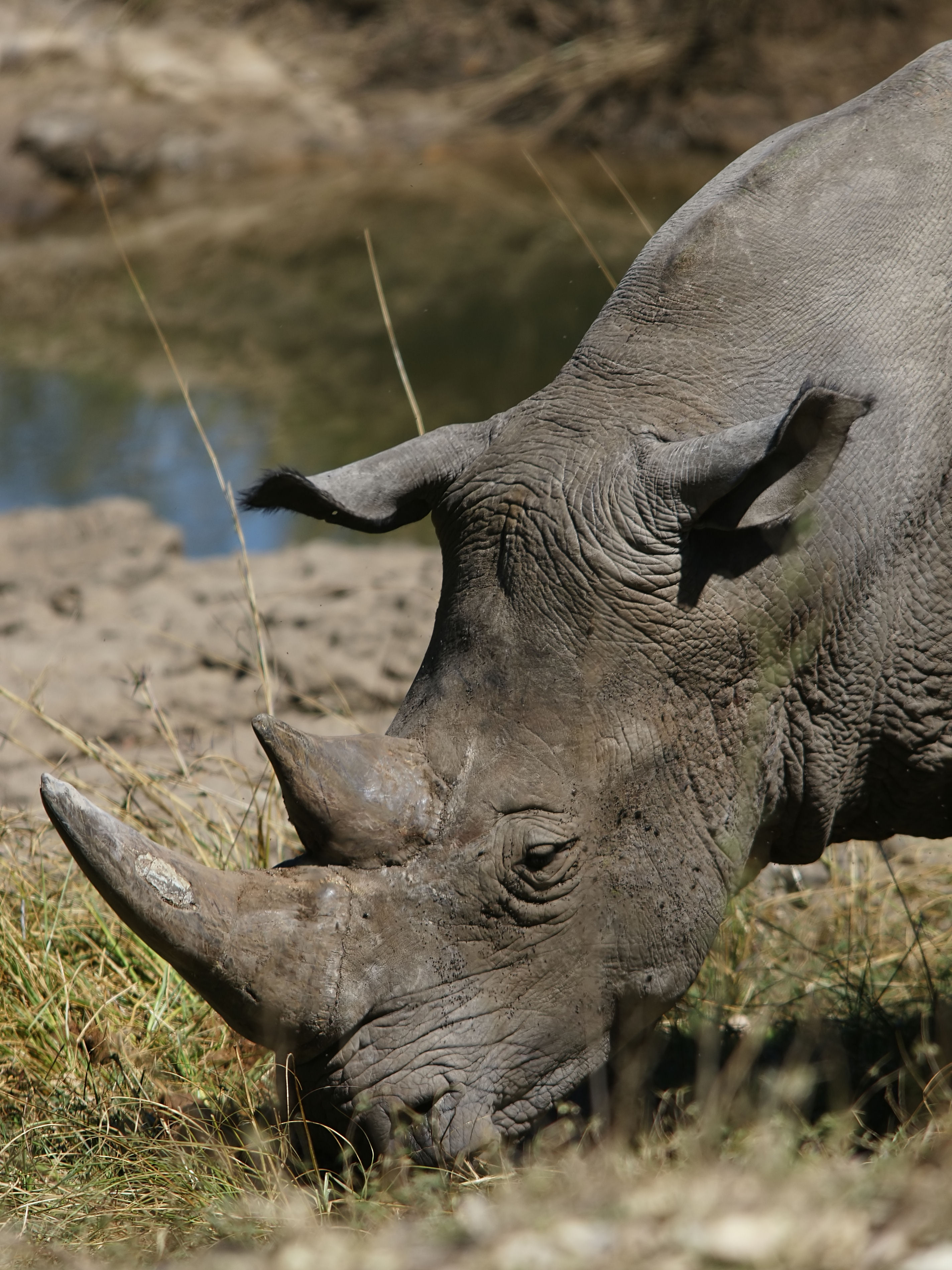
Portret

In het begin van de 20ste eeuw kwam er slechts een tiental zuidelijke witte neushoorns in het wild voor, die alle leefden in het Hluhluwe-Imfolozipark in Zuid-Afrika. Dankzij de inzet van jachtopziener Frederick Vaughan-Kirby is hij nu veel talrijker en op veel plaatsen opnieuw ingevoerd. Het is nu de minst bedreigde neushoorn. De soort is ook in andere gebieden uitgezet, waaronder nationaal park Lake Nakuru in Kenia. Veel herintroducties zijn echter mislukt door stropers.
Met de noordelijke witte neushoorn is het slechter gesteld. Er waren in 2018 nog twee vrouwtjes over in een zwaarbewaakt reservaat in Kenia. In dierentuinen zijn de laatste exemplaren sinds 2015 allemaal overleden. Alle pogingen tot voortplanting zijn tot nu toe mislukt. Het mogelijk enige overgebleven mannetje van de noordelijke witte neushoorn stierf op 19 maart 2018 in een natuurreservaat.
Bronnen melden een grote toename van het aantal illegale stroperijen in 2010. Werden er in 2007 nog tien neushoorns gedood om hun kostbare hoorn, in 2010 stond het aantal al op meer dan 200 neushoorns. De neushoorns in dierentuinen spelen een belangrijke rol in de overleving van de witte neushoorn. Zij vormen een groep individuen beschermd van stroperijen. De witte neushoorn vertoont op dit moment veel problemen met betrekking tot de voortplanting. In dierentuinen worden te weinig kalfjes geboren, waardoor er steeds weer individuen uit het wild gehaald moeten worden. Tot op heden staan onderzoekers grotendeels voor een raadsel waarom veel vrouwtjes niet zwanger worden en welke factoren hierbij een rol spelen. Hier wordt momenteel onderzoek naar gedaan.